# Frauches
Rodrigo Frauches de Souza Santos, ou simplesmente Frauches, (São João de Meriti 28 de setembro de   1992), é um ex-futebolista brasileiro que atuava como zagueiro.

## Carreira

### Flamengo
Ganhou bastante ascensão em 2010, no primeiro ano de juniores, vestindo a camisa 3 do clube nos torneios disputados pela categoria, porém, uma grave lesão no pulso acabou o tirando dos gramados por aproximadamente dois meses. No segundo semestre, integrou o elenco Sub-23 do clube na Copa Sub-23 de 2010
Foi relacionado para a disputa da tradicional Copa São Paulo de Futebol Júnior vestido o camisa de número quatro em 2011, onde foi capitão, campeão e um dos destaques, tendo inclusive marcado um dos dois gols do rubro-negro na final contra o Bahia. Logo após a conquista começou a treinar com os profissionais. Voltou para a base para a disputa da Copa Libertadores da América Sub-20 de 2011. Também disputou o Torneio Tirrenoe Sport na Itália. Voltou a integrar o elenco profissional após a disputa do torneio. Nos treinos no profissional, Frauches vestiu a camisa de número 45. Viajou pela primeira vez com o grupo profissional em partida válida pelo Campeonato Brasileiro de 2011 contra o Corinthians. Desceu novamente para a base para disputar a final do Torneio Octávio Pinto Guimarães. Onde foi campeão em cima do Fluminense. Também disputou o Campeonato Brasileiro Sub-20 de 2011.
O zagueiro continuou sendo um dos destaques na equipe de juniores e viajou para Londrina a pedido de Vanderlei Luxemburgo para realizar a pré-temporada. Disputou seu primeiro jogo oficial em partida válida pelo Campeonato Carioca de 2012, enfrentando o Bonsucesso. Em 12 de março de 2012, foi anunciada a numeração fixa do Flamengo para a temporada e Frauches ficou com a camisa de número 29. Em 16 de maio de 2012, a numeração fixa foi alterada mais Frauches continuou com a camisa 29. Com muitos zagueiros no elenco rubro-negro, voltou para os juniores e disputou algumas partidas. Voltou a treinar com o grupo principal que iniciava a preparação para a partida contra o Santos. Foi relacionado pela primeira vez para o Campeonato Brasileiro em partida contra o Palmeiras. Estreou como titular contra o Coritiba formando dupla de zaga com Welinton em partida válida pelo Campeonato Brasileiro de 2012. Mais aproveitado por Dorival Júnior, Frauches elogiou o treinador e revelou que Joel Santana não o chamava pelo nome e sim de 29, seu número na camisa. Frauches disputou outras 8 partidas da competição, totalizando 9 partidas e nenhum gol marcado. No final do ano, deu uma entrevista pedindo mais oportunidades no profissional:
| “ | Acho que eu poderia ter sido mais aproveitado neste ano, mas, mesmo assim, agradeço ao Dorival pelas chances que ele me deu no Campeonato Brasileiro. Espero atuar mais vezes na próxima temporada, para melhorar cada vez mais. | ” |

Frauches se envolveu em uma discussão com torcedores em uma rede social, membros de uma torcida organizada do Flamengo questionaram se o jogador teria cantado músicas da torcida do Vasco da Gama.
Foi titular na primeira partida do ano de 2013, na vitória por 2 a 0 contra o Quissamã. Voltou a ser titular na última rodada da Taça Rio de 2013. Pelo Brasileiro, Frauches ainda atuou em 4 partidas.
A temporada de 2014 foi a que Frauches menos jogou (5 partidas), sendo todas elas pelo Campeonato Carioca. Destaque para a primeira partida da final do estadual, contra o Vasco da Gama, na qual ele atuou como lateral-esquerdo.
Em 2015, Frauches sobreviveu ao desmanche que sofreu o elenco Rubro-Negro, sendo um dos poucos remanescentes da base no plantel profissional. Apesar disso, era a quinta opção para a zaga e com isso começou a treinar na lateral-direita.

### Macaé
Sem espaço no Flamengo, em 9 de setembro de 2015, Frauches foi emprestado ao Macaé para a disputa do Campeonato Brasileiro - Série B. Estreou como titular um dia depois de se apresentar ao clube de Macaé, chegando a receber elogios do então técnico do Leão Josué Teixeira:
| “ | (Ramon e Frauches) jogaram muito bem, marcaram um atacante de qualidade que é o Neto Baiano. Um time muito rápido, mas eles deram uma resposta muito positiva. O Frauches estava há muito tempo sem jogar. Só no intervalo que ele me pediu para dar uma segurada porque estava cansado, o que é natural. O Frauches fez um trabalho de 30 minutos com o Ramon. Então eu sabia que a qualidade do jogador nos garantiria um bom rendimento. Mas ele superou as expectativas. | ” |

No seu segundo jogo, marcou um gol contra, mas não se deixou abalar, manteve as boas atuações e segurou a titularidade em nove jogos seguidos. Após receber uma pancada no rosto na partida que terminou empatada contra o Paysandu, em 17 de outubro, acabou sofrendo uma fratura no nariz que o obrigou a atuar com uma máscara protetora. Saiu do time titular novamente apenas quando lesionou a coxa.

### Boavista
Em 4 de janeiro de 2016, Frauches foi emprestado ao Boavista-RJ.

### Army United
Em 18 de fevereiro de 2016, Frauches rescindiu seu contrato com o Flamengo e foi para o clube tailandês Army United. A comissão técnica do clube, por já ter cinco estrangeiros em seu elenco sem contar Frauches, decidiu por preteri-lo nas partidas da liga nacional, concordando em apenas escalá-lo para os jogos da copa da liga e da copa federativa.

## Seleção Brasileira

### Sub-18, Sub-20 e Sub-22
Foi convocado para a disputa da Copa Internacional do Mediterrâneo Sub-18 de última hora por conta da lesão de Henrique Miranda. Competição essa na qual foi titular e campeão. Também foi convocado para a disputa do Campeonato Mundial Sub-20. Escolheu vestir a camisa de número 13 por conta de suas superstições. Foi campeão sem ter atuado em nenhuma partida. Agradou Ney Franco nestas competições e ainda foi chamado para integrar o time que disputaria os Jogos Pan-Americanos de 2011 em Guadalajara.

## Estatísticas
Até 24 de julho de 2016.

### Clubes
| Clube             | Temporada         | Campeonato nacional | Campeonato nacional | Campeonato nacional | Copa nacional[a] | Copa nacional[a] | Copa nacional[a] | Competições continentais[b] | Competições continentais[b] | Competições continentais[b] | Outros torneios[c] | Outros torneios[c] | Outros torneios[c] | Total | Total | Total   |
| Clube             | Temporada         | Jogos               | Gols                | Assist.             | Jogos            | Gols             | Assist.          | Jogos                       | Gols                        | Assist.                     | Jogos              | Gols               | Assist.            | Jogos | Gols  | Assist. |
| ----------------- | ----------------- | ------------------- | ------------------- | ------------------- | ---------------- | ---------------- | ---------------- | --------------------------- | --------------------------- | --------------------------- | ------------------ | ------------------ | ------------------ | ----- | ----- | ------- |
| Flamengo          | 2011              | 0                   | 0                   | 0                   | —                | —                | —                | —                           | —                           | —                           | —                  | —                  | —                  | 0     | 0     | 0       |
| Flamengo          | 2012              | 9                   | 0                   | 0                   | —                | —                | —                | —                           | —                           | —                           | 1                  | 0                  | 0                  | 10    | 0     | 0       |
| Flamengo          | 2013              | 4                   | 0                   | 0                   | 0                | 0                | 0                | —                           | —                           | —                           | 2                  | 0                  | 0                  | 6     | 0     | 0       |
| Flamengo          | 2014              | 0                   | 0                   | 0                   | 0                | 0                | 0                | —                           | —                           | —                           | 5                  | 0                  | 0                  | 5     | 0     | 0       |
| Flamengo          | 2015              | 1                   | 0                   | 0                   | 0                | 0                | 0                | —                           | —                           | —                           | 3                  | 0                  | 0                  | 4     | 0     | 0       |
| Flamengo          | Total             | 14                  | 0                   | 0                   | 0                | 0                | 0                | 0                           | 0                           | 0                           | 11                 | 0                  | 0                  | 25    | 0     | 0       |
| Macaé             | 2015              | 10                  | 0                   | 0                   | —                | —                | —                | —                           | —                           | —                           | —                  | —                  | —                  | 10    | 0     | 0       |
| Macaé             | Total             | 10                  | 0                   | 0                   | 0                | 0                | 0                | 0                           | 0                           | 0                           | 0                  | 0                  | 0                  | 10    | 0     | 0       |
| Boavista-RJ       | 2016              | —                   | —                   | —                   | —                | —                | —                | —                           | —                           | —                           | 1                  | 0                  | 0                  | 1     | 0     | 0       |
| Boavista-RJ       | Total             | 0                   | 0                   | 0                   | 0                | 0                | 0                | 0                           | 0                           | 0                           | 1                  | 0                  | 0                  | 1     | 0     | 0       |
| Army United       | 2016              | 12                  | 0                   | 0                   | 0                | 0                | 0                | —                           | —                           | —                           | —                  | —                  | —                  | 5     | 0     | 0       |
| Army United       | Total             | 12                  | 0                   | 0                   | 0                | 0                | 0                | 0                           | 0                           | 0                           | 0                  | 0                  | 0                  | 12    | 0     | 0       |
| Total na carreira | Total na carreira | 36                  | 0                   | 0                   | 0                | 0                | 0                | 0                           | 0                           | 0                           | 12                 | 0                  | 0                  | 48    | 0     | 0       |

- a. ^ Jogos da Copa do Brasil
- b. ^ Jogos da Copa Libertadores e Copa Sul-Americana
- c. ^ Jogos do Campeonato Carioca e Jogo amistoso

|          | Data                   | Local                                      | Resultado | Adversário          | Gols | Assist. | Competição                              |
| -------- | ---------------------- | ------------------------------------------ | --------- | ------------------- | ---- | ------- | --------------------------------------- |
| Flamengo |                        |                                            |           |                     |      |         |                                         |
| 1.       | 21 de janeiro de 2012  | Nilton Santos, Rio de Janeiro, Brasil      | 4–0       | Bonsucesso          | 0    | 0       | Campeonato Carioca de 2012              |
| 2.       | 8 de setembro de 2012  | Couto Pereira, Curitiba, Brasil            | 0–3       | Coritiba            | 0    | 0       | Campeonato Brasileiro de 2012           |
| 3.       | 12 de setembro de 2012 | Vila Belmiro, Santos, Brasil               | 0–2       | Santos              | 0    | 0       | Campeonato Brasileiro de 2012           |
| 4.       | 16 de setembro de 2012 | Nilton Santos, Rio de Janeiro, Brasil      | 1–1       | Grêmio              | 0    | 0       | Campeonato Brasileiro de 2012           |
| 5.       | 23 de setembro de 2012 | Serra Dourada, Goiânia, Brasil             | 2–1       | Atlético Goianiense | 0    | 0       | Campeonato Brasileiro de 2012           |
| 6.       | 26 de setembro de 2012 | Nilton Santos, Rio de Janeiro, Brasil      | 2–1       | Atlético Mineiro    | 0    | 0       | Campeonato Brasileiro de 2012           |
| 7.       | 30 de setembro de 2012 | Nilton Santos, Rio de Janeiro, Brasil      | 0–1       | Fluminense          | 0    | 0       | Campeonato Brasileiro de 2012           |
| 8.       | 4 de novembro de 2012  | Nilton Santos, Rio de Janeiro, Brasil      | 0–0       | Bahia               | 0    | 0       | Campeonato Brasileiro de 2012           |
| 9.       | 13 de novembro de 2012 | Nilton Santos, Rio de Janeiro, Brasil      | 1–1       | Cruzeiro            | 0    | 0       | Campeonato Brasileiro de 2012           |
| 10.      | 17 de novembro de 2012 | Canindé, São Paulo, Brasil                 | 0–0       | Portuguesa          | 0    | 0       | Campeonato Brasileiro de 2012           |
| 11.      | 19 de janeiro de 2013  | Nilton Santos, Rio de Janeiro, Brasil      | 2–0       | Quissamã            | 0    | 0       | Campeonato Carioca de 2013              |
| 12.      | 20 de abril de 2013    | Moacyrzão, Macaé, Brasil                   | 2–0       | Macaé               | 0    | 0       | Campeonato Carioca de 2013              |
| 13.      | 10 de outubro de 2013  | Maracanã, Rio de Janeiro, Brasil           | 2–1       | Internacional       | 0    | 0       | Campeonato Brasileiro de 2013           |
| 14.      | 20 de outubro de 2013  | Independência, Belo Horizonte, Brasil      | 0–1       | Atlético Mineiro    | 0    | 0       | Campeonato Brasileiro de 2013           |
| 15.      | 3 de novembro de 2013  | Maracanã, Rio de Janeiro, Brasil           | 1–0       | Fluminense          | 0    | 0       | Campeonato Brasileiro de 2013           |
| 16.      | 17 de novembro de 2013 | Arena do Grêmio, Porto Alegre, Brasil      | 1–2       | Grêmio              | 0    | 0       | Campeonato Brasileiro de 2013           |
| 17.      | 19 de janeiro de 2014  | Maracanã, Rio de Janeiro, Brasil           | 1–0       | Audax Rio           | 0    | 0       | Campeonato Carioca de 2014              |
| 18.      | 22 de janeiro de 2014  | Raulino de Oliveira, Volta Redonda, Brasil | 1–0       | Volta Redonda       | 0    | 0       | Campeonato Carioca de 2014              |
| 19.      | 16 de março de 2014    | Raulino de Oliveira, Volta Redonda, Brasil | 2–2       | Bangu               | 0    | 0       | Campeonato Carioca de 2014              |
| 20.      | 23 de março de 2014    | Maracanã, Rio de Janeiro, Brasil           | 5–3       | Cabofriense         | 0    | 0       | Campeonato Carioca de 2014              |
| 21.      | 6 de abril de 2014     | Maracanã, Rio de Janeiro, Brasil           | 1–1       | Vasco da Gama       | 0    | 0       | Campeonato Carioca de 2014              |
| 22.      | 4 de março de 2015     | Maracanã, Rio de Janeiro, Brasil           | 2–0       | Nacional            | 0    | 0       | Amistoso                                |
| 23.      | 14 de março de 2015    | Los Larios, Duque de Caxias, Brasil        | 3–1       | Tigres do Brasil    | 0    | 0       | Campeonato Carioca de 2015              |
| 24.      | 25 de março de 2015    | Maracanã, Rio de Janeiro, Brasil           | 2–1       | Bangu               | 0    | 0       | Campeonato Carioca de 2015              |
| 25.      | 5 de abril de 2015     | Maracanã, Rio de Janeiro, Brasil           | 3–0       | Fluminense          | 0    | 0       | Campeonato Carioca de 2015              |
| 26.      | 4 de março de 2015     | Romeirão, Juazeiro do Norte, Brasil        | 1–0       | Icasa               | 0    | 0       | Amistoso                                |
| 27.      | 6 de junho de 2015     | Maracanã, Rio de Janeiro, Brasil           | 1–0       | Chapecoense         | 0    | 0       | Campeonato Brasileiro de 2015           |
| Macaé    |                        |                                            |           |                     |      |         |                                         |
| 28.      | 13 de setembro de 2015 | Moacyrzão, Macaé, Brasil                   | 1–1       | Criciúma            | 0    | 0       | Campeonato Brasileiro de 2015 - Série B |
| 29.      | 16 de setembro de 2015 | Nabi Abi Chedid, Bragança Paulista, Brasil | 2–2       | Bragantino          | 0    | 0       | Campeonato Brasileiro de 2015 - Série B |
| 30.      | 20 de setembro de 2015 | Moacyrzão, Macaé, Brasil                   | 0–0       | CRB                 | 0    | 0       | Campeonato Brasileiro de 2015 - Série B |
| 31.      | 23 de setembro de 2015 | Nilton Santos, Rio de Janeiro, Brasil      | 1–2       | Botafogo            | 0    | 0       | Campeonato Brasileiro de 2015 - Série B |
| 32.      | 3 de outubro de 2015   | Moacyrzão, Macaé, Brasil                   | 3–1       | ABC                 | 0    | 0       | Campeonato Brasileiro de 2015 - Série B |
| 33.      | 7 de outubro de 2015   | Independência, Belo Horizonte, Brasil      | 0–1       | América Mineiro     | 0    | 0       | Campeonato Brasileiro de 2015 - Série B |
| 34.      | 18 de outubro de 2015  | Mangueirão, Belém, Brasil                  | 1–1       | Paysandu            | 0    | 0       | Campeonato Brasileiro de 2015 - Série B |
| 35.      | 24 de outubro de 2015  | Moacyrzão, Macaé, Brasil                   | 1–0       | Mogi Mirim          | 0    | 0       | Campeonato Brasileiro de 2015 - Série B |
| 36.      | 31 de outubro de 2015  | Vila Capanema, Curitiba, Brasil            | 0–3       | Paraná              | 0    | 0       | Campeonato Brasileiro de 2015 - Série B |
| 37.      | 7 de novembro de 2015  | Moacyrzão, Macaé, Brasil                   | 1–0       | Vitória             | 0    | 0       | Campeonato Brasileiro de 2015 - Série B |

### Seleção Brasileira
Abaixo estão listados todos e jogos e gols do futebolista pela Seleção Brasileira, desde as categorias de base. Abaixo da tabela, clique em expandir para ver a lista detalhada dos jogos de acordo com a categoria selecionada.
Sub-18
| Ano   |       |      |         |       |
| Ano   | Jogos | Gols | Assist. | Média |
| ----- | ----- | ---- | ------- | ----- |
| 2011  | 2     | 0    | 0       | 0     |
| Total | 2     | 0    | 0       | 0     |

|    | Data                | Local                          | Resultado | Adversário | Gols | Assist. | Competição                                        |
| -- | ------------------- | ------------------------------ | --------- | ---------- | ---- | ------- | ------------------------------------------------- |
| 1. | 20 de abril de 2011 | Espanha                        | 4–0       | Palamós    | 0    | 0       | Copa Internacional do Mediterrâneo Sub-18 de 2011 |
| 2. | 24 de abril de 2011 | Tossa de Mar, Palamós, Espanha | 2–0       | México     | 0    | 0       | Copa Internacional do Mediterrâneo Sub-18 de 2011 |

Sub-20
| Ano   |       |      |         |       |
| Ano   | Jogos | Gols | Assist. | Média |
| ----- | ----- | ---- | ------- | ----- |
| 2011  | 0     | 0    | 0       | 0     |
| Total | 0     | 0    | 0       | 0     |

Sub-22
| Ano   |       |      |         |       |
| Ano   | Jogos | Gols | Assist. | Média |
| ----- | ----- | ---- | ------- | ----- |
| 2011  | 3     | 0    | 0       | 0     |
| Total | 3     | 0    | 0       | 0     |

|    | Data                  | Local                             | Resultado | Adversário | Gols | Assist. | Competição                   |
| -- | --------------------- | --------------------------------- | --------- | ---------- | ---- | ------- | ---------------------------- |
| 1. | 19 de outubro de 2011 | Estádio Omnilife, Zapopan, México | 1–1       | Argentina  | 0    | 0       | Jogos Pan-Americanos de 2011 |
| 2. | 21 de outubro de 2011 | Estádio Omnilife, Zapopan, México | 0–0       | Cuba       | 0    | 0       | Jogos Pan-Americanos de 2011 |
| 3. | 23 de outubro de 2011 | Estádio Omnilife, Zapopan, México | 1–3       | Costa Rica | 0    | 0       | Jogos Pan-Americanos de 2011 |

Seleção Brasileira (total)
| Ano   |       |      |         |       |
| Ano   | Jogos | Gols | Assist. | Média |
| ----- | ----- | ---- | ------- | ----- |
| 2011  | 5     | 0    | 0       | 0     |
| Total | 5     | 0    | 0       | 0     |

### Total
| Ano   |       |      |         |       |
| Ano   | Jogos | Gols | Assist. | Média |
| ----- | ----- | ---- | ------- | ----- |
| 2011  | 5     | 0    | 0       | 0     |
| 2012  | 10    | 0    | 0       | 0     |
| 2013  | 6     | 0    | 0       | 0     |
| 2014  | 5     | 0    | 0       | 0     |
| 2015  | 15    | 0    | 0       | 0     |
| Total | 41    | 0    | 0       | 0     |

## Títulos
Flamengo
- Copa São Paulo de Futebol Júnior: 2011
- Torneio Octávio Pinto Guimarães: 2011
- Copa do Brasil: 2013
- Torneio Super Clássicos: 2013, 2014
- Taça Guanabara: 2014
- Campeonato Carioca: 2014
- Torneio Super Series: 2015

Seleção Brasileira
- Copa Internacional do Mediterrâneo Sub-18: 2011
- Campeonato Mundial Sub-20: 2011